# Road 47
Road 47 (A Estrada 47) è un film del 2014 diretto da Vicente Ferraz basato sulla storia reale della partecipazione del Brasile nella seconda guerra mondiale.

## Distribuzione
Nelle sale italiane dal 23 aprile 2015 distribuito da Istituto Luce-Cinecittà.